# Massingy, Haute-Savoie
Massingy är en kommun i departementet Haute-Savoie i regionen Auvergne-Rhône-Alpes i sydöstra Frankrike. Kommunen ligger i kantonen Rumilly som tillhör arrondissementet Annecy. År 2022 hade Massingy 858 invånare.

## Befolkningsutveckling
Antalet invånare i kommunen Massingy
| Referens: INSEE |